# Sempervivum zeleborii
Sempervivum zeleborii là một loài thực vật có hoa trong họ Crassulaceae. Loài này được Schott miêu tả khoa học đầu tiên năm 1857.